# Bränslecellsbil

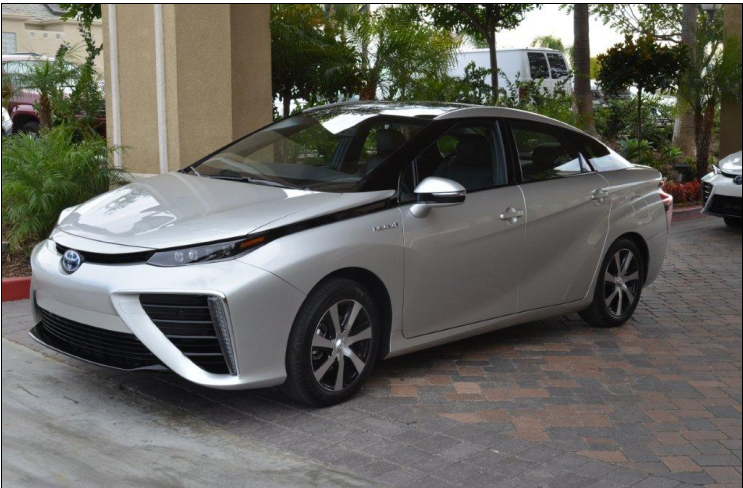
Toyota Mirai, en bränslecellsbil, som drivs på vätgas och endast släpper ut vattenånga från avgasröret. Finns att köpa i Japan sedan 2014 och USA och Europa sedan 2015.

Bränslecellsbilar är en typ av vätgasfordon och elbil, som får energi från en bränslecellsstack som matas med vätgas och syre. När en kemisk process mellan de båda ämnena uppstår bildas – enkelt förklarat – elektricitet som därefter lagras i batterier. Från avgasröret kommer ingenting annat än vattenånga.
Alla de stora tillverkarna utvecklar och provar bränslecellsbilar, men hittills finns endast Toyota Mirai och Hyundai Nexo Fuel Cell att leasa (Mirai) respektive köpa (Nexo) på marknaden. 
Det som håller tillbaka är bland annat bristen på infrastruktur, alltså vätgas-tankstationer. I Sverige finns fem stationer sedan mars 2019: Arlanda, Göteborg, Sandviken, Umeå och Mariestad. I Danmark finns det sju stationer och i Norge nio (2019).
En vätgasbil förbrukar mellan 2,4 och över 3 gånger så mycket energi per kilometer som en elbil med batteri.